# Het punt Omega
Het punt Omega (Engelse titel: The Omega Point) is een korte roman van George Zebrowski. Het debuut van deze schrijver werd in 1972 voor het eerst uitgegeven en valt in de categorieën sciencefiction en pulp. Het verhaal speelt zich af in de verre toekomst.

## Synopsis
Hoofdpersoon van het boek is Gorgias IV, een van de weinige overlevenden van een oorlog die woedde tussen 5148 en 6200. De strijdende partijen waren de Aardse Federatie en bewoners van de Herculesgroep. De bewoners van de Herculesgroep waren in het verre verleden afkomstig van de Aarde.  De expansiedrift van de mensheid kende geen grenzen, maar zorgde ervoor dat de verdere ontwikkeling van de mensheid stil kwam te staan. Voorts ontstonden er steeds grotere cultuurverschillen tussen de Aardse Federatie en de buitengebieden. Deze werden zo hevig dat er in 5148 een oorlog uitbrak. Het werd een bittere strijd omdat de bewoners van de Herculesgroep wapentuig had dat bijna niet vernietigd kon worden. Uiteindelijke zegevierde de Aardse Federatie door de grootste planeet in dat sterrenstelsel, Klein Anatolië, onbewoonbaar te maken door alles en iedereen millimeter voor millimeter te vernietigen. Gorgias III wist te ontsnappen met zijn zoon en zij bleven een guerrilla-oorlog voeren tegen die Aardse Federatie. Een andere groep wist uit te wijken naar Myraas Planeet om daar in afzondering een soort sekte te beginnen. De bewoners van de Herculesgroep kunnen daarbij zeer oud worden. Gorgias IV is als het verhaal begint minstens 300 jaar oud.
Gorgias  moet nog steeds vluchten voor de militairen van de Aardse Federatie. Hij is ze door zijn specialistische wapentuig steeds te snel af. Zijn wraakgevoelens leiden tot een terroristische aanslag op de componist Marko Ruggerio die ter gelegenheid van festiviteiten een slagwerkcantate heeft geschreven, plaats van uitvoering is de stad Nieuw Bosporus op planeet Wolfe IV. Na de aanslag weet Gorgias opnieuw te ontsnappen aan zijn volgers Julian Poincaré en Rafael Kubri van de Naoorlogse Vereffeningscommissie. Deze moeten het doen met minder geavanceerde middelen, maar weten uiteindelijk Gorgias te vinden op Myraas Planeet. Op die planeet is, zo blijkt als Gorgias arriveert, niemand meer in leven te zijn behalve de vrouw Myraa. Zij blijkt alle karakters in zich te verenigen, die hebben geleid tot de wraakgevoelens van Gorgias. Uiteindelijk neemt ze ook Gorgias in haar op en de oorlog is definitief geëindigd. Doordat er geen vijand meer is staan ook Poincaré en Kubri met lege handen.

## Opmerkingen
- verhaaltrant: de stijl van het verhaal is gedurende 80 % van het boek een exacte omschrijving van de ruimtereis, wapenvoering etc. Hoe meer het verhaal naar het slot toevoert, hoe meer het “gevoel” er in sluipt en overgaat naar de geesteswereld. Een precies draaipunt is daarbij niet aan te geven, maar de ommezwaai van de beta- naar de gammawereld is duidelijk merkbaar.
- Zebrowski voert een “troepencilinder” op; uit het apparaat kan in een luttele seconde een heel leger getoverd worden; een vergelijking met de Special Effects in latere sciencefictionfilms dringt zich op; de enorme legers die bijvoorbeeld in de Star Warsfilms opgevoerd worden lijken afkomstig uit een troepencilinder;
- de titel refereert aan het omegapunt, bedacht door Pierre Teilhard de Chardin, maar het eindpunt van de evolutie is in het boek onduidelijk aanwezig; het begint wel met een citaat van Teilhard de Chardin: "Wat zouden we zonder onze vijanden doen?"
- het is een van de weinige boeken van Zebrowski die naar het Nederlands vertaald zijn; verdere Nederlandse uitgaven van dit werk zijn niet bekend.
- Zebrowski zou het later uitbreiden tot een trilogie, die alleen in de Verenigde Staten verscheen;
- Zebrowski zou later meeschrijven aan enkele boeken uit de Star Trekboekenreeks; een van de boeken verscheen in 2003 en is getiteld Garth of Izar. Izar II is een van de planetenstelsels die Gorgias in zijn reizen aandoet.